# Орепичи
Орепичи (бел. Арэпічы) — деревня в Жабинковском районе Брестской области Белоруссии. Входит в состав Степанковского сельсовета. Население — 219 человек (2019).

## География
Орепичи находятся в 12 км к северу от Жабинки и в 16 км к юго-востоку от Каменца на границе с Каменецким районом. Через деревню проходит местная дорога Пелище — Верхи. Местность принадлежит бассейну Вислы, рядом с деревней начинается Сехновичский канал со стоком в Мухавец. Ближайшая ж/д станция в Жабинке (линия Брест — Барановичи).

## История
Первое упоминание Орепичей в письменных источниках датируется 1509 годом, упоминание содержится в привилее великого князя литовского Сигизмунда I подтверждающего права берестейского наместника С. Остикевича.
В 1761 году в деревне была построена деревянная Покровская церковь (сохранилась).
После третьего раздела Речи Посполитой (1795 год) в составе Российской империи, с 1801 года Орепичи принадлежали Гродненской губернии.
В начале XIX века Орепичи вошли в состав дворянского имения Антонин. Усадьба часто меняла владельцев в XIX веке, от помещика Иванова она перешла Лещинским, затем Назаревичам, пока наконец её не выкупил Корнил Лось, который владел усадьбой вплоть до своей смерти в 1938 году.
Согласно Рижскому мирному договору (1921) деревня вошла в состав межвоенной Польши, где принадлежала Полесскому воеводству. С 1939 года — в составе БССР. В послевоенное время в усадебном доме располагалось правление колхоза, позднее он был разобран.

## Достопримечательности
- Покровская церковь. Деревянная православная церковь выстроена в 1761 году. Памятник архитектуры. В XIX веке к церкви пристроена двухъярусная колокольня[4]. Церковь включена в Государственный список историко-культурных ценностей Республики Беларусь[6].  Историко-культурная ценность Республики Беларусь, шифр 112Г000235.
- От усадьбы Лещинских-Назаревичей сохранились фрагменты парка[3].
- Могила Ф. Е. Ратюка[7], 1964 г. —  Историко-культурная ценность Республики Беларусь, шифр 113Д000234.